# Sundara Karma
I Sundara Karma sono un gruppo musicale inglese formatosi nel 2011 a Reading. Il gruppo è composto dal cantante e chitarrista Oscar "Lulu" Pollock, dal chitarrista Ally Baty, dal bassista Dom Cordell e dal batterista Haydn Evans.

## Storia

### Formazione e primi anni
Pollock ed Evans sono amici d'infanzia e, prima di iniziare la scuola secondaria, fondano alcune band insieme. Ciò nonostante, non si concretizza nulla, poiché i due proseguono gli studi in scuole diverse. Pollock conosce Baty e Cordell mentre frequenta la Oratory School di Woodcote, nei pressi di Reading. I tre decidono di formare una nuova band insieme. In seguito, Evans si unisce a loro come batterista.
Il nome del gruppo in lingua sanscrita significa "bel karma".
A luglio 2013, viene pubblicato il singolo di debutto Freshbloom su SoundCloud. Sempre nel 2013, la band fa il suo debutto al Festival di Reading.

### EP IedEP II(2014–2015)
Il 17 marzo 2014 viene pubblicato il secondo singolo, Cold Heaven. A settembre 2014 viene pubblicato il terzo singolo, Indigo Puff.
Il 23 febbraio 2015 viene pubblicato l'EP di debutto EP I. Il suo successore, EP II, viene pubblicato a novembre 2015. Nel corso dell'anno, la band va in tour assieme ai Circa Waves e ai Wombats.

### Loveblood EPeYouth Is Only Ever Fun in Retrospect(2016–2017)
Ad agosto 2016, la band annuncia su Twitter e Facebook l'uscita dell'album di debutto, intitolato Youth Is Only Ever Fun in Retrospect. Per promuovere l'imminente uscita del disco, il 4 novembre 2016 viene pubblicato il terzo EP Loveblood. Le cinque tracce presenti all'interno dell'EP vengono poi incluse nell'album, che viene pubblicato il 6 gennaio 2017. Il disco raggiunge la posizione numero 24 nella UK Album Chart.
Nel corso dell'anno, il gruppo apre alcuni concerti dei Two Door Cinema Club e dei Bastille e si esibisce al SXSW.

### Ulfilas' Alphabet(2018–oggi)
Il 9 maggio 2018, i Sundara Karma affermano via Twitter di aver quasi finito di comporre nuova musica. Il 29 maggio annunciano su Instagram che stanno per iniziare a registrare il secondo album. Le registrazioni si concludono circa due mesi dopo.
Il 1º marzo 2019 viene infine pubblicato il secondo album, intitolato Ulfilas' Alphabet.

## Formazione
- Oscar "Lulu" Pollock – voce, chitarra, tastiere, synthesizer (2011–presente)
- Dom Cordell – basso, seconda voce (2011–presente)
- Ally Baty – chitarra, cowbell, seconda voce (2011–presente)
- Haydn Evans – batteria (2011–presente)

## Discografia

### Album in studio
- 2017 – Youth Is Only Ever Fun in Retrospect
- 2019 – Ulfilas' Alphabet

### EP
- 2015 – EP I
- 2015 – EP II
- 2016 – Loveblood EP

### Singoli
- 2014 – Cold Heaven
- 2014 – Indigo Puff
- 2015 – Loveblood
- 2015 – Flame
- 2015 – Vivienne
- 2016 – A Young Understanding
- 2016 – She Said
- 2016 – Olympia
- 2016 – Happy Family
- 2017 – Explore
- 2018 – Illusions
- 2018 – One Last Night on This Earth
- 2018 – The Changeover
- 2019 – Higher States
- 2019 – Little Smart Houses